# Aphodius fimetarius
Aphodius fimetarius (Linnaeus, 1758) è un coleottero appartenente alla famiglia Scarabaeidae (sottofamiglia Aphodiinae).

## Descrizione

### Adulto

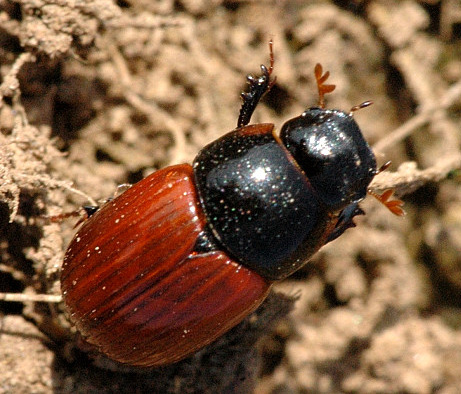

Si presenta come un coleottero di dimensioni medio-piccole, oscillanti tra i 5 e i 9 mm. Le elitre sono la maggior parte delle volte rosse ma a volte può presentarsi interamente nero.  Il capo presenta tre tubercoli frontali ed il pronoto è finemente punteggiato.

## Biologia
Gli adulti sono visibili quasi tutto l'anno, ad eccezione dei periodi più freddi, dal piano basale fino all'alta montagna. La sua fenologia varia a seconda del clima e può produrre più generazioni l'anno. Nelle regioni più a nord non si trova prima di Marzo e dopo Novembre. Si tratta di una specie eurifaga ma è soprattutto coprofaga. Le larve sono endocopridi, sviluppandosi velocemente all'interno degli escrementi di qualsiasi animale domestico. Al termine dello sviluppo si interrano sotto agli escrementi per impuparsi.

## Distribuzione
A. fimetarius è diffuso in tutta Europa, compresa la Gran Bretagna e le isole del Mediterraneo. È stato accidentalmente introdotto in America del Nord e Oceania.